# Canga renatae
Genre
Espèce
Canga renatae, unique représentant du genre Canga, est une espèce d'opilions cyphophthalmes de la famille des Neogoveidae.

## Distribution
Cette espèce est endémique du Pará au Brésil. Elle se rencontre dans des grottes de la Serra dos Carajás à Parauapebas et Canaã dos Carajás.

## Description
Le mâle holotype mesure 1,4 mm et la femelle paratype 1,35 mm.

## Étymologie
Cette espèce est nommée en l'honneur de Renata de Andrade.

## Publication originale
- DaSilva, Pinto-da-Rocha, Giribet, 2010 : « Canga renatae, a new genus and species of Cyphophthalmi from Brazilian Amazon caves (Opiliones: Neogoveidae). » Zootaxa, no 2508, p. 45-55.